# Maafushi (Kaafu-atol)
Maafushi is een van de bewoonde eilanden van het Kaafu-atol behorende tot de Maldiven.

## Demografie
Maafushi telt (stand maart 2007) 638 vrouwen en 684 mannen.